# Kopimisme

Ctrl-C, Ctrl-V

Het kopimisme is een levensbeschouwing die het kopiëren en delen van informatie als een heilig doel ziet, net als communicatie op zich. De volgers van het kopimisme worden kopimisten genoemd.
Eind 2011 werd deze levensbeschouwing door de Zweedse overheid erkend als religie. De Kopimisten hadden op dat moment zo'n 3.000 volgers, verspreid over tien landen. De opperpriester van de kopimisten is Isak Gerson, een filosofiestudent uit het Zweedse Uppsala. In Gersons eigen woorden:
 "Een 'Kopimist' of 'Kopimistische intellectueel' is een persoon die de filosofische overtuiging heeft dat alle informatie vrij en zonder beperking verspreid zou moeten worden. Deze filosofie staat tegenover alle vormen van copyright en moedigt het zich toe-eigenen van alle mediacontent aan, inclusief muziek, film, televisie en software." 

## Naam
De naam kopimisme is afgeleid van de woorden copy en me die de wortels zijn van deze overtuiging en uitnodigen tot het kopiëren van informatie. Het woord "Kopimi" was voor het eerst te zien op een piratenforum. Isak Gerson, een van de oprichters, zag iets moois en theologisch in het concept "copy me" en betoogde dat het digitaal delen van informatie een fundamentele bezigheid is. Daarbij werd verwezen naar de eigenschap van eencelligen bij het ontstaan van het leven. Ze konden voortbestaan door zich te delen.

## Leerregels
Een "Kopimist" is iemand die de filosofie aanhangt dat alle informatie vrij en zonder restricties moet worden verspreid. De filosofie is gekant tegen het monopoliseren van kennis in welke vorm dan ook, zoals bijvoorbeeld copyright. Het file sharing van alle soorten media inclusief muziek, films, tv-programma's en software wordt gepropageerd. Het tegengaan hiervan wordt beschouwd als zijnde in strijd met de heiligheid van informatie. Wat betreft de spirituele nadruk op kopiëren als een ideaal, deelt Kopimism zijn waarden met Chinese esthetische tradities, waarbij "overschrijven wordt gewaardeerd niet alleen als leermethode, maar ook als artistieke bevrediging op zich".
De kopimisme-kerk stelt: "Volgens ons geloof is communicatie heilig." Hun website rept niet over geloof in goden of bovennatuurlijke fenomenen, alleen over Kopimi zelf. Control-C en Control-V, oftewel "Copy" and "Paste," worden beschouwd als heilige symbolen en toetsen. Sommigen geloven dat Kopimi een god is, anderen dat het een heilig symbool is en een geest die in ieder levend wezen huist.
De gemeenschap die het kopimisme aanhangt, houdt ook religieuze diensten die ze "kopyacting" noemen, waarin informatie wordt verspreid onder de gelovigen met gebruik van kopieermachines. 
De leerregels van het kopimisme stellen dat:
- Het kopiëren van informatie is ethisch juist;
- Verspreiden van informatie is ethisch juist;
- Copymixing is een heilige vorm van kopiëren, omdat de bestaande rijkdom aan informatie wordt vergroot en op een hoger niveau komt;
- Kopiëren of het re-mixen van informatie die van een ander afkomstig is, wordt gezien als een daad van respect;
- Het internet is heilig.

Op 5 januari 2012 werd kopimisme in Zweden geaccepteerd als een religie met naar schatting 4000 leden.

## Internationale vestigingen
Kopimism heeft inmiddels wortel geschoten in andere landen, onder andere:
- Canada
- Japan
- Israel
- Verenigde Staten (waaronder in de staat Illinois, waar ze zich hebben geregistreerd als een non-profitorganisatie in de vorm van een kerkgenootschap.[5]